# Vachagã III
Vachagã III (em armênio: Վաչագան; romaniz.: Vač’agan), cognominado o Pio (Բարեպաշտ, Barepašt), foi o último rei do Reino da Albânia da dinastia arsácida, reinando de 485 até 523. Seu reinado sucedeu um período de mais de duas décadas no qual a Albânia foi governada por vice-reis (marzobãs) nomeados pelo Império Sassânida.

## Nome
Vachagã (Վաչագան, Vačʻagan) e seu associado Vachaque (Վաչակ, Vačak) são nomes de origem iraniana. Destes, surgiu o nome abreviado Vache (Վաչէ, Vačʻē). Derivam do persa médio waččag, que significa "jovem, criança, novato filhote".

## Vida

### Família

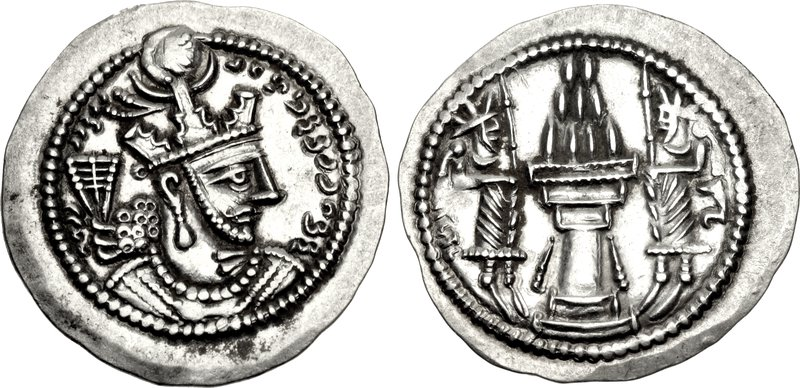
Dracma de r.

A linhagem de Vachagã é incerta. Murtazali Gadjiev o considera filho (ou sobrinho) do xainxá Isdigerdes II (r. 438–457) e irmão (ou sobrinho) de Vache II. No entanto, Aleksan Hakobyan refere-se à menção do historiador armênio Eliseu, o Armênio do século V a Vache como "um filho [que] herdou famílias", concluindo que Vache não era herdeiro, mas um segundo filho. Portanto, segundo ele, Vachagã era filho do filho mais velho, mas falecido, de Arsvalém, portanto, sobrinho de Vache II. A História do País da Albânia nomeia dois filhos de Vachagã - um filho, batizado Pantaleão em homenagem a São Pantaleão, e uma filha chamada Canchique. Sua esposa, chamada Susana (Շուշանիկ, Šušanik) era provavelmente uma princesa mamicônida.

### Reinado

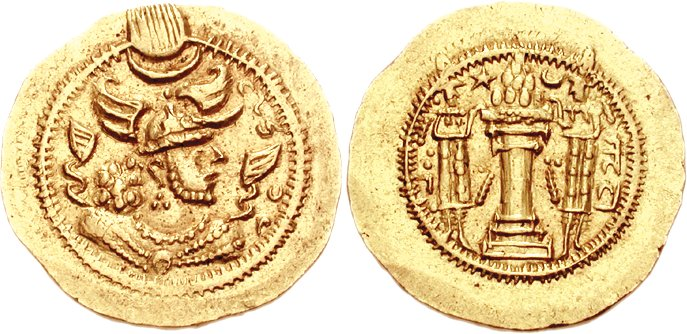
Dinar de r.

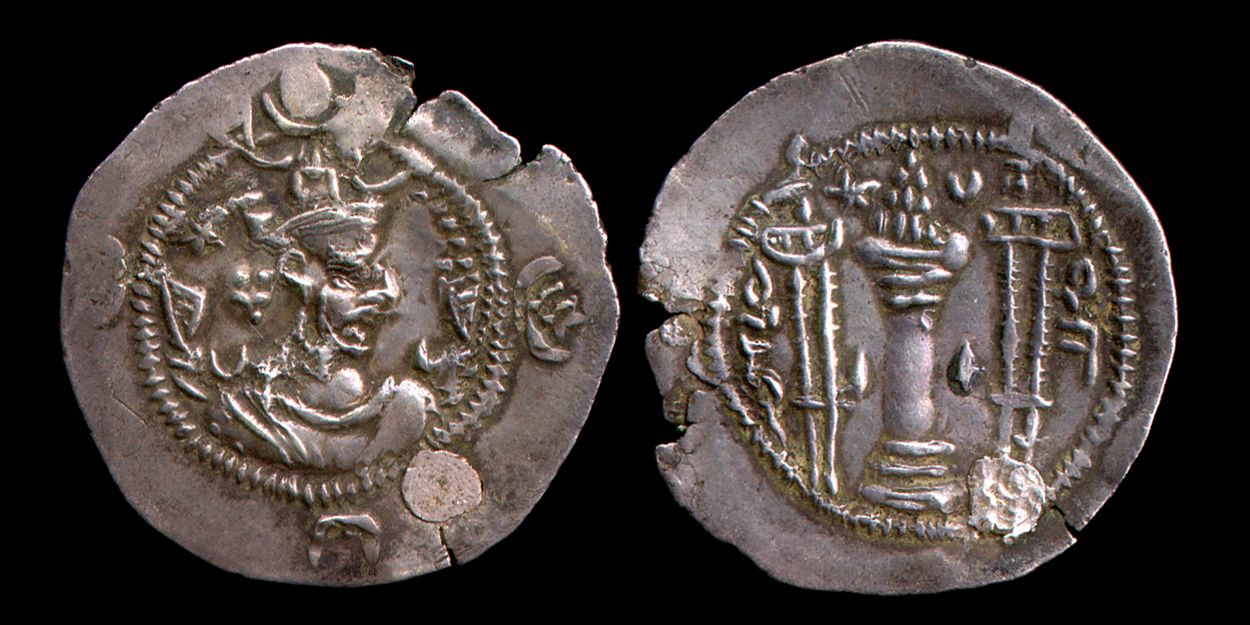
Dracma de (r. 488–496; 499–531)

Vache II governou a Albânia como vassalo sassânida, mas foi forçado a abdicar depois que sua revolta foi esmagada pelo filho e sucessor de Isdigerdes II, Perozes I (r. 457–484) em 462. Durante esse período a Albânia esteve sob controle de vice-reis (marzobãs). Em meados dos anos 470, o vitaxa de Gogarena Vasgeno decidiu ir até a corte de Ctesifonte, onde converteu-se ao zoroastrismo. Em recompensa, Perozes lhe deu uma de suas filhas como esposa e o nomeou vice-rei da Albânia, posição que reteve até seu assassinato em 482. Em 485, Vachagã III foi empossado no trono pelo irmão e sucessor de Perozes, Balas (r. 484–488). Isto aconteceu à época da assinatura do Tratado de Nuarsaque. Em 489, o marzobã da Armênia Vaanes I se aproximou de Vachagã e repeliu uma incursão dos heftalitas no começo do século VI na Transcaucásia.
O autor siríaco do século VI, Zacarias Retórico, relata o cerco da cidade bizantina de Amida pelas forças sassânidas. Depois que a cidade foi capturada em janeiro de 503, os vencedores começaram a saquear a cidade e a capturar prisioneiros. Enquanto isso acontecia, é feita menção a um "príncipe cristão do país de Arrã [que] implorou ao rei (persa) em nome de uma igreja, chamada Igreja dos Quarenta Mártires, e ele a poupou enquanto ela estava cheia de gente." O historiador moderno Murtazali Gadjiev deduz que o príncipe cristão descrito é "sem dúvida" Vachagã III.
Em 504, os sabires invadiram o reino e sob Ambazuces tomaram as Portas Cáspias (o passo de Darial) e cederam-nas ao imperador Anastácio I (r. 491–518) à revelia do xainxá Cavades I. Nesse período, Cavades refundou a fortaleza de Derbente, o limite mais setentrional do Império Sassânida na Albânia e que controlava os passos montanhosos. Embora as fontes não forneçam a data para o fim do reinado de Vachagã, Hakobyan coloca-o em 523, mais ou menos na época da invasão da Ibéria por Cavades I e da abolição da monarquia ibérica.

### Lenda
Vachagã é apresentado em A História do País da Albânia como um cristão convicto que ordenou aos aristocratas albaneses que apostataram que retornassem às suas crenças cristãs. Além disso, também declarou guerra contra o zoroastrismo, o paganismo, a idolatria e a bruxaria, sobretudo as seitas de cortadores de dedos (matnahatkʿ) e envenenadores. Abriu escolas religiosas no país e recuperou as relíquias de Grigoris e São Pantaleão e as enterrou numa tumba dentro do Mosteiro de Amaras com a ajuda de seu tio Cochecorique. Por sua vez, alega-se que teria conveniado, em 488, o Concílio de Aluém, no qual os cânones foram endossados por altos oficiais civis e alguns nobres. Hakobyan considera o capítulo sobre a vida de Vachagã como um conto e uma imagem do ideal e do bom governante cristão. Tradicionalmente, presume-se que esteja enterrado no Mosteiro de Eliseu, o Apóstolo.

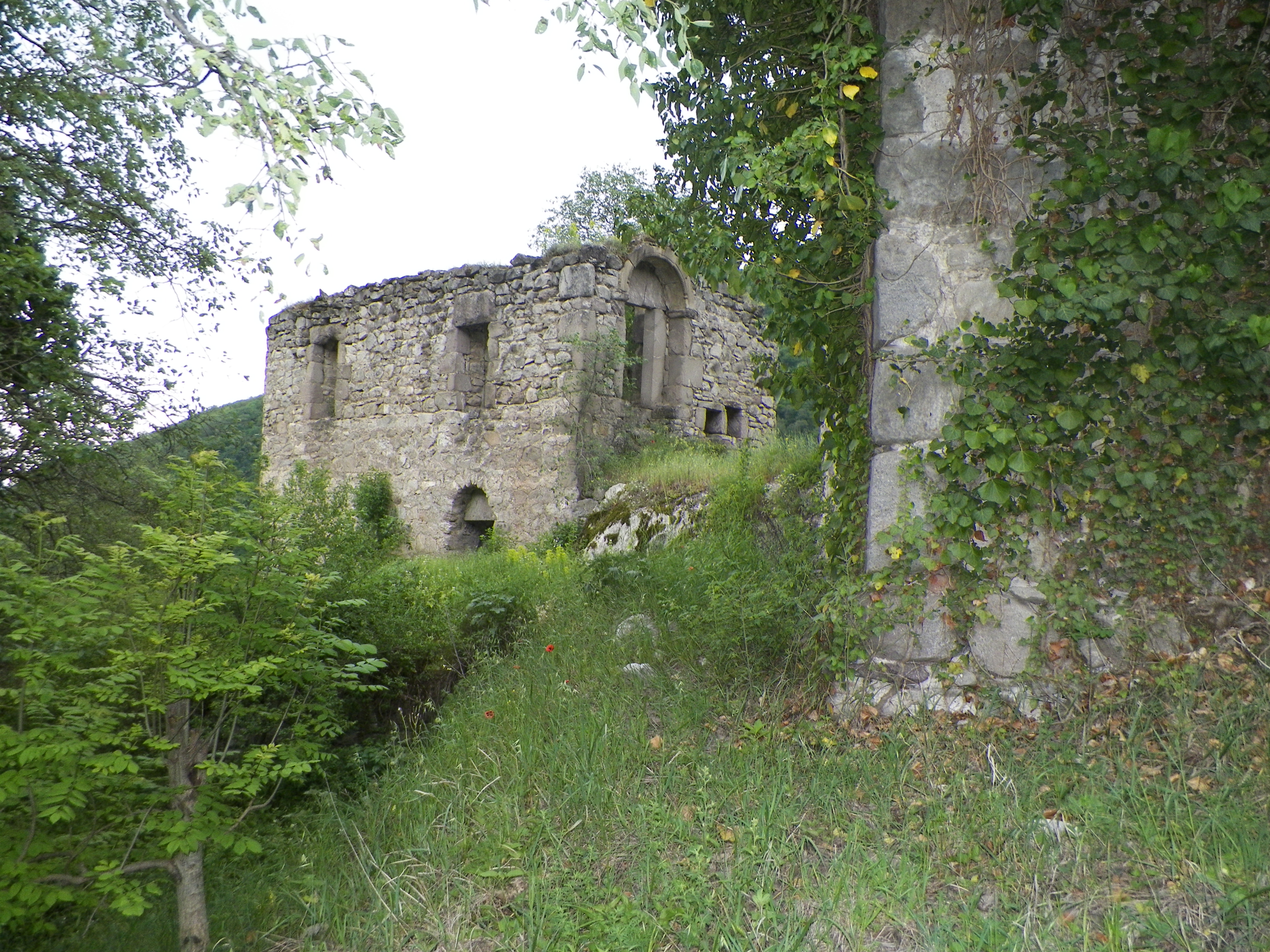
O mosteiro onde Vachagã está sepultado

## Legado
O governo de Vachagã na Albânia foi caracterizado pela armenização gradual do país, contando com feudais armênios. Hakobyan acredita nisso quando os armênios passaram a considerar a Albânia também como um reino armênio. Casas principescas posteriores na região, como os arranxaíquidas (autores como Patrick Donabédian e Bagrat Ulubabyan são defensores desta teoria) e os Haçane-Jalaliãs alegaram ser descendentes dele. Vachagã tornou-se um símbolo de renovação no Alto Carabaque; havia uma "Ordem de Vachagã, o Piedoso" estatal na República do Alto Carabaque. O conto armênio Anahit e Vachagan é vagamente baseado na vida de Vachagã. A história foi recontada como prosa romântica por Ghazaros Aghayan (adaptada para o filme Anahit em 1947) e como história infantil por Robert San Souci.